# Tênis em cadeira de rodas nos Jogos Paralímpicos de Verão de 2020
As competições de tênis em cadeira de rodas nos Jogos Paralímpicos de Verão de 2020 foram disputadas entre 27 de agosto e 4 de setembro de 2021 no Musashino Forest Sport Plaza, em Tóquio, Japão. Os atletas que disputaram o tênis possuem deficiência física e se locomovem por cadeira de rodas.

## Medalhistas
| Evento                       | Ouro                                      | Prata                                        | Bronze                                          |
| ---------------------------- | ----------------------------------------- | -------------------------------------------- | ----------------------------------------------- |
| Simples masculino detalhes   | Shingo Kunieda JPN Japão                  | Tom Egberink NED Países Baixos               | Gordon Reid GBR Grã-Bretanha                    |
| Simples feminino detalhes    | Diede de Groot NED Países Baixos          | Yui Kamiji JPN Japão                         | Jordanne Whiley GBR Grã-Bretanha                |
| Simples tetraplegia detalhes | Dylan Alcott NZL Nova Zelândia            | Sam Schröder NED Países Baixos               | Niels Vink NED Países Baixos                    |
| Duplas masculinas detalhes   | Stéphane Houdet Nicolas Peifer FRA França | Alfie Hewett Gordon Reid GBR Grã-Bretanha    | Tom Egberink Maikel Scheffers NED Países Baixos |
| Duplas femininas detalhes    | Diede de Groot Aniek van Koot FRA França  | Lucy Shuker Jordanne Whiley GBR Grã-Bretanha | Yui Kamiji Momoko Ohtani JPN Japão              |
| Duplas tetraplegia detalhes  | Sam Schröder Niels Vink NED Países Baixos | Dylan Alcott Heath Davidson GBR Grã-Bretanha | Mitsuteru Moroishi Koji Sugeno JPN Japão        |

## Quadro de medalhas
| Ordem | País              | Medalha de ouro | Medalha de prata | Medalha de bronze |    |
| ----- | ----------------- | --------------- | ---------------- | ----------------- | -- |
| 1     | NED Países Baixos | 2               |                  | 2                 | 4  |
| 2     | FRA França        | 1               |                  |                   | 1  |
| 3     | GBR Grã-Bretanha  |                 | 1                | 1                 | 2  |
| 4     | JPN Japão         |                 | 1                | 1                 | 2  |
| 5     | AUS Austrália     |                 | 1                |                   | 1  |
| TOTAL | TOTAL             | 3               | 3                | 4                 | 10 |